# (49382) Lynnokamoto
(49382) Lynnokamoto est un astéroïde de la ceinture principale.

## Description
(49382) Lynnokamoto est un astéroïde de la ceinture principale. Il fut découvert le 12 décembre 1998 à l'observatoire Goodricke-Pigott par Roy A. Tucker. Il présente une orbite caractérisée par un demi-grand axe de 2,66 UA, une excentricité de 0,16 et une inclinaison de 11,0° par rapport à l'écliptique.
Son nom est un hommage au mangaka Lynn Okamoto.